# شهرستان نمنگان
ناحیهٔ نمنگان (به ازبکی: Namangan District) یک ناحیه در ازبکستان است که در ولایت نمنگان واقع شده‌است. ناحیه نمنگان ۲۵۰ کیلومتر مربع مساحت و ۱۷۰٬۹۰۰ نفر جمعیت دارد.